# Сасаки, Аяка
Аяка Сасаки (яп. 佐々木 彩夏 Сасаки Аяка, род. 11 июня 1996 года в префектуре Канагава) — японский идол, певица, актриса. Наиболее известна как участница гёрл-группы Momoiro Clover Z.
Цвет Аяки в Momoiro Clover Z — розовый. Она самая юная участница группы. Представляется на выступлениях Аяка следующим образом: «Я игривый и капельку сексуальный идол [группы] Momoclo Аяка Сасаки или просто Арин!» (яп. ちょっぴりセクシーでおちゃめなももクロのアイドル、あーりんこと佐々木彩夏です！).

## Биография

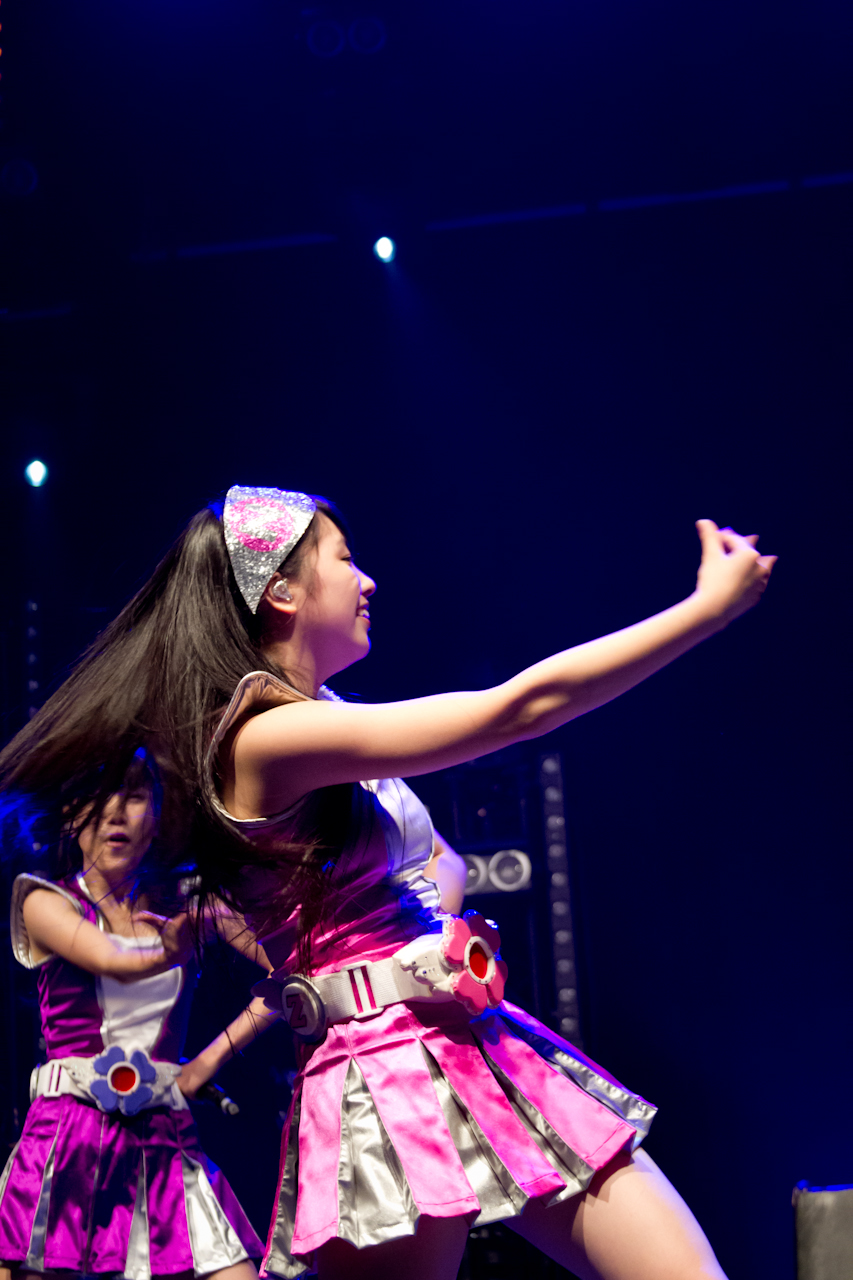

Аяка Сасаки была принята в группу Momoiro Clover 23 ноября 2008 года одновременно с Юкиной Касивой и Акари Хаями.
12 октября она стала героиней специального номера посвященного японской культуре журнала QuickJapan. Ей была уделена 21 страница, материал назывался «Летние воспоминания шестнадцатилетней» и рассказывал о том, чем летом занималась группа Momloiro Clover Z, содержал много фотографий и длинное интервью с Аякой.

## Работы

### Кинофильмы
- Death Note: The Last Name (2006)[6]
- Yoshimoto Director’s 100 «Boku to Takeda-kun» (2007)[6]
- Shirome (яп. シロメ) (фильм ужасов, 13 августа 2010 г.; вышел на DVD 24 сентября 2010 г.)
- Ninifuni (яп. NINIFUNI) (4 февраля 2012 г., вышел на DVD 21 декабря 2012 г.)

### Телевизионные фильмы и сериалы
- Niji no Kanata (яп. 虹のかなた) (2004, TBS)[6]
- Hungry! (8-я серия, 28 февраля 2012, Kansai TV)

### Телевизионные шоу
- Oha Star[6] (August 2005 — September 2007, TV Tokyo)
- Kaminuma Emiko wa Mita! Nichijou Waido Gekijou (яп. 上沼恵美子は見た!日常ワイド劇場) (TBS)
- Downtown DX (яп. ダウンタウンDX) (Special edition, January 5, 2012)

### Интернет
- OCN Tonay Kyou no Bishoujo Shashin Vol. 43 (яп. OCN TODAY　今日の美少女写真Vol.43)[6]

### Журналы
- QuickJapan (номер 104, 12 октября 2012, Ohta Publishing Co.)[7]